# Anders Svarstad
Anders Castus Svarstad, född den 22 maj 1869 i Ringerike, död den 22 augusti 1943, var en norsk målare, gift med Sigrid Undset 1912-27.
Svarstad studerade vid konst- och hantverksskolan i Kristiania, var dekorationsmålare i Norge och utomlands, bland annat i Nordamerika 1895–1897, studerade sedan i Paris för Courtois till 1898 och därefter i Köpenhamn för Tuxen. Han vistades senare flera år i Italien. 
Svarstad valde till sin specialitet bilder från gamla och moderna städer (i Belgien, Italien, Norge). Hans målningar utmärks av osökt ursprunglighet, kraftig stämning och självständig kolorit med förkärlek för svart och rött. Han utförde även porträtt (två kvinnoporträtt i norska nationalgalleriet) och är representerad vid bland annat Nationalmuseum..